# Jaime Zipper
Jaime Zipper (né le 20 janvier 1926 à Lviv, alors en Pologne, et mort le 16 mars 2011 à Santiago au Chili) est un médecin et chercheur pionnier dans le domaine de la contraception. Il est notamment connu pour avoir découvert les propriétés contraceptives du cuivre et pour sa contribution, avec le gynécologue américain Howard Tatum (en), à la création du premier dispositif intra-utérin (DIU) en cuivre. Cette innovation a marqué un tournant majeur dans l’histoire de la contraception, en offrant une méthode fiable, réversible et accessible à long terme. Il a également conduit des recherches sur d’autres méthodes de contraception non chirurgicales tout au long de sa carrière,,,,,,,.

## Biographie

### Formation et débuts
Né dans une famille juive d’origine autrichienne et polonaise, Jaime Zipper passe son enfance au Chili, d'abord à Mulchén, puis à Santiago. Sa famille avait fui l’Europe pour échapper aux pogroms et à l’antisémitisme.
Il étudie la médecine à l’Université du Chili et soutient une thèse sur l’hydatidose en 1953. Il commence sa carrière universitaire comme assistant en parasitologie.
Entre 1961 et 1962, il poursuit des études postdoctorales en physiologie de la reproduction au Worcester Foundation for Experimental Biology (États-Unis), dirigée par Gregory Pincus, co-inventeur de la pilule contraceptive.

### Carrière
En 1963, il devient professeur associé de physiologie à l’Université du Chili.
De 1967 à 1969, il est nommé médecin en chef du Département de la reproduction humaine à l'Organisation mondiale de la santé (OMS), à Genève. Il retourne ensuite au Chili, où il poursuit ses recherches et devient professeur titulaire en 1981, puis professeur émérite en 2004.

## Travaux scientifiques
Dans les années 1950, Zipper développe un anneau intra-utérin en nylon appelé « Zipper ring ». Il s’agissait d’un anneau confectionné avec du fil de nylon de pêche, principalement destiné à aider les patientes des milieux les plus modestes.
Inspiré par les travaux d’Ernst Gräfenberg sur les anneaux en argent (dont l’effet contraceptif avait été attribué, à tort, à ce métal), Zipper démontre que l’efficacité contraceptive des anneaux provenait en réalité de la teneur en cuivre présente dans ces dispositifs. Il perfectionne ainsi un dispositif recouvert de cuivre, qui constituera la base des DIU en cuivre utilisés aujourd’hui à travers le monde.
En 1969, il collabore avec Howard Tatum pour concevoir le premier DIU en cuivre moderne, en forme de T (le « TCu »), aujourd’hui utilisé dans le monde entier.
Dans les années 1970, Zipper travaille sur une méthode de stérilisation chimique non chirurgicale à base de quinacrine, testée dans plusieurs pays. Ce procédé simple, économique et pratiqué par voie transcervicale était destiné aux femmes souhaitant mettre un terme définitif à leur fertilité. À ce jour, la méthode par quinacrine fait l’objet d’un processus d’approbation par la Food and Drug Administration (FDA) aux États-Unis, visant à favoriser son utilisation dans les pays en développement. En 1999, la revue International Journal of Gynecology & Obstetrics consacre un supplément complet à cette technique, intitulé « Quinacrine sterilization: reports on 40,252 cases ».

## Prix et distinctions
- Prix de la Société d’Obstétrique et de Gynécologie, 1954.
- Prix "The Samuel L. Siegler Lecture" pour sa publication Human Fertility Control by Transvaginal Application of Quinacrine on the Fallopian Tube, décerné par l’American Fertility Society, États-Unis, 1970.
- Prix Ernst Gräfenberg, Allemagne, 1983.
- Prix pour "sa contribution remarquable dans le domaine de la reproduction humaine", au Dixième Congrès mondial de reproduction humaine, Brésil, 1999.
- Membre honoraire du Système national de santé du ministère de la Santé du Chili, 1999.
- Hommage en tant que précurseur de la contraception dans le monde, par le Centre latino-américain Santé et Femme (CELSAM), en Argentine, 2000.
- Honoré lors du XVIIe Congrès mondial de gynécologie et d’obstétrique (FIGO), tenu à Santiago, 2003.
- Reconnu par le ministère de la Santé du Chili pour "sa recherche inlassable et ses apports au contrôle des naissances", 2004
- Professeur émérite de l’Université du Chili (2004)